# Plurez-Erlass
Ein Plurez-Erlass bezeichnet in der Sprachregelung des deutschen Auswärtigen Amtes eine bestimmte Form eines Erlasses an die untergeordneten diplomatischen Vertretungen. Besonders bekannt wurde ein Plurez-Erlass vom 15. Oktober 1999 im Zusammenhang mit der Visa-Affäre.

## PLUREZ und andere Erlassarten
Es existieren unterschiedliche Erlassarten. Es wird grundsätzlich hinsichtlich des Transportweges zwischen „Schrifterlassen“ und „Drahterlassen“ unterschieden.
Runderlasse oder Teilrunderlass sind Erlasse an alle oder eine größere Zahl von Auslandsvertretungen. Diese Kategorien können noch weiter aufgeteilt werden in Einzeldrahterlasse, die nur an eine namentlich genannte Auslandsvertretung gehen oder Mehrfachdrahterlasse ohne festen Empfängerkreis (PLUREZ) oder mit festem Empfängerkreis (DIPEZ: alle diplomatischen Vertretungen; OMNEZ: alle diplomatischen und berufskonsularischen Vertretungen).

## Plurez-Erlass vom 15. Oktober 1999
Der Plurez-Erlass 4083 des Auswärtigen Amtes der Bundesrepublik Deutschland vom 15. Oktober 1999 legte Verfahrensregeln bei der Vergabe von Visa fest: „Wird im Rahmen des Visumverfahren für einen Kurzzeitaufenthalt ein carnet de touriste (Reiseschutzversicherung des ADAC) vorgelegt, so soll die Auslandsvertretung in der Regel auf die Vorlage von weiteren Unterlagen zum Zweck der Reise (z. B. Hotelbuchung), zur Finanzierung (einschl. für den Krankheitsfall) sowie im Regelfall auf weitere Nachweise zur Rückkehrbereitschaft verzichten.“
Der Erlass erging an Generalkonsulate bzw. Auslandsvertretungen in Osteuropa (Baku, Bukarest, Kiew, Minsk, Nowosibirsk, Moskau, Saratow, Sofia, Sankt Petersburg und Tiflis).
Dem Plurez-Erlass folgte ein OMNEZ Erlass vom 3. März 2000, der sogenannte Volmer-Erlass, der die liberale Visavergabe bekräftigte.
In der Öffentlichkeit wurde der Plurez-Erlass vom 15. Oktober 1999 durch den Visa-Untersuchungsausschuss im Jahre 2005 bekannt.